# Prvenstvo Anglije 1928
Prvenstvo Anglije 1928 v tenisu.

## Moški posamično
René Lacoste :  Henri Cochet, 6-1, 4-6, 6-4, 6-2

## Ženske posamično
Helen Wills :  Lili de Álvarez, 6-2, 6-3

## Moške dvojice
Jacques Brugnon /  Henri Cochet :  Gerald Patterson /  John Hawke, 13–11, 6–4, 6–4

## Ženske dvojice
Phoebe Holcroft Watson /  Peggy Saunders :  Ermyntrude Harvey /  Eileen Bennett, 6–2, 6–3

## Mešane dvojice
Elizabeth Ryan  /  Patrick Spence :  Daphne Akhurst /  Jack Crawford, 7–5, 6–4